# Марина Дельтерм
Марина Дельтерм (фр. Marine Delterme) (12 березня 1970, Тулуза) — французька акторка, живописиця, скульпторка та колишня модель. Стала відома за роллю героїні популярного поліцейського серіалу «Аліс Невер».

## Життєпис
Марина Дельтерм народилася в родині французьких мистецтвознавців. У 18 років вона спробувала кар'єру моделі, працювала з модними фотографами, такими як Пітер Ліндберг, Паоло Роверсі, Домінік Іссерманн та Річард Аведон. Деякий час жила зі своєю найкращою подругою Карлою Бруні в Нью-Йорку, а потім повернулася до Франції, де дебютувала на екрані у драмі «Зоряні ночі» 1992 року, режисером якої став Сиріл Коллар, поряд з Романом Борінгером та Марією Шнайдер. Більшість її ролей було у французьких фільмах. Вона також знялася в ролях на телебаченні і є зіркою популярного французького телешоу «Le Juge est Une Femme».
Є художницею і виставляла свої скульптури в Парижі та Нью-Йорку.
Коли Карла Бруні та Ніколя Саркозі одружилися, Дельтерме була однією з двох дружин Бруні. У 1998 році народила сина від актора Жана-Філіпа Екофі. 2008 року народила сина Романа у шлюбі з письменником Флоріаном Зеллером.